# 1926年普利策奖

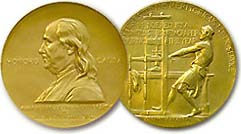
颁发给新闻业公共服务的金质奖章

以下是1926年普利策奖的获奖情况。

## 新闻奖
- 公共服务：
  - 哥伦布询问者太阳报 ，感谢因为它在反对三K党、反对制定禁止教授进化论的法律、反对不诚实和不称职的政府官员以及为黑人伸张正义和反对私刑方面所提供的服务。
- 报告：
  - 路易斯维尔信使报的威廉-伯克-米勒，表彰他在肯塔基州沙洞诱捕弗洛伊德-柯林斯的故事中所作的工作。 [1]
- 社论写作：
  - 纽约时报》的爱德华-M-金斯伯里（Edward M. Kingsbury），获奖作品为 "百忧楼"（The House of a Hred Sorrows）。

- 社论漫画：

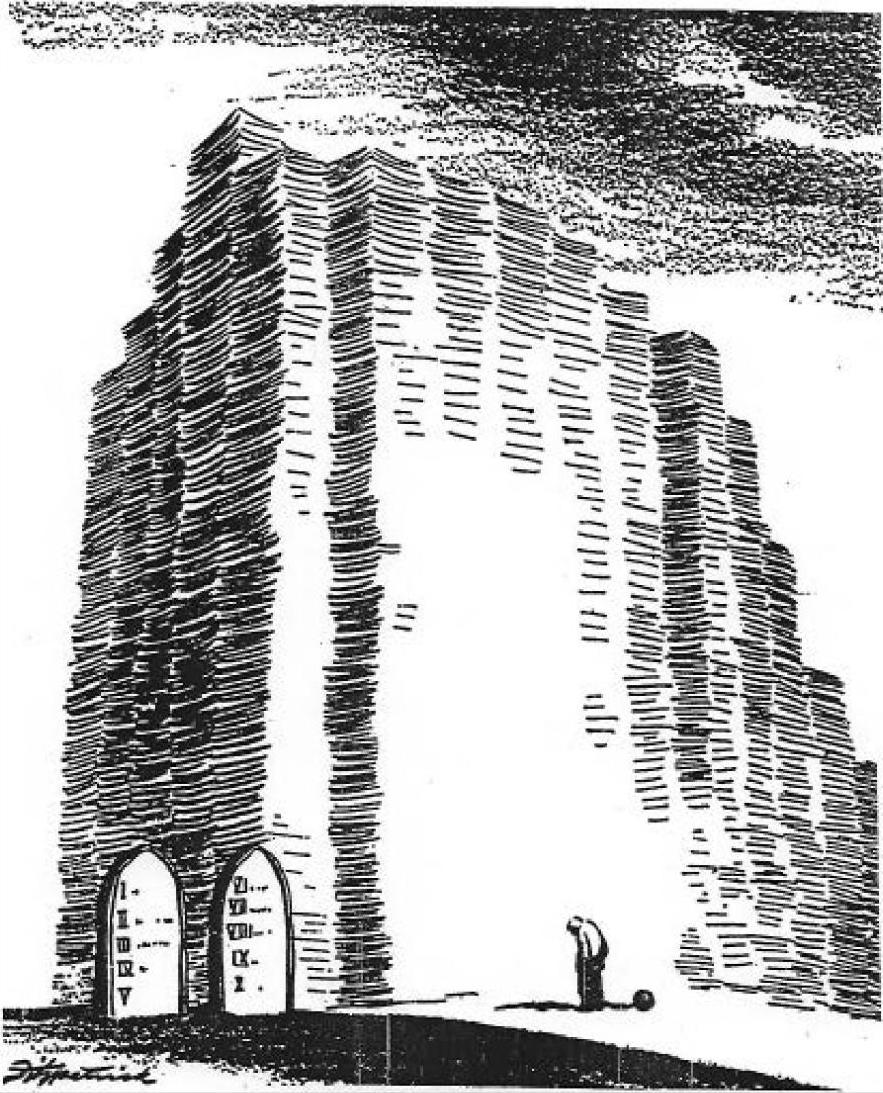
"摩西的法律和今天的法律"，获得社论漫画奖

  - 圣路易斯邮报的DR Fitzpatrick ，“摩西的律法和今日的律法”。 [2]

## 文学和戏剧奖
- 小说：
  - 箭士 辛克莱-刘易斯（哈考特（出版商））（衰落）
- 戏剧：
  - 《克雷格的妻子》乔治-凯利
- 历史：
  - 美国历史，第六卷：南方独立战争（1849-1865），作者：爱德华-钱宁（麦克米伦出版社）。
- 传记或自传：
  - 威廉-奥斯勒爵士的生活》，哈维-库欣著（牛津大学出版社）。
- 诗歌：
  - 艾米·洛厄尔的《几点钟》

## 外界连接
- 1926 年普利策奖 （页面存档备份，存于）

Template:Pulitzer Prize